# Monomma abyssinicum
Monomma abyssinicum es una especie de coleóptero de la familia Monommatidae.

## Distribución geográfica
Habita en Bogos (África).